# Divisione di Jodhpur
La divisione di Jodhpur è una divisione dello stato federato indiano di Rajasthan, di 9 470 977 abitanti. Il suo capoluogo è Jodhpur.
La divisione di Jodhpur comprende i distretti di Barmer, Jaisalmer, Jalore, Jodhpur, Pali, Sirohi.